# همینگوی اسپشیال
همینگوی اسپشیال (انگلیسی: Hemingway Special) کوکتل مخصوصی از خانوادهٔ دایکیری است که در کافه‌رستوران فلوریدیتا (واقع در هاوانای کوبا) سرو می‌شود و در فهرست کوکتل‌های رسمی آی‌بی‌ای ثبت شده‌است. این نوشیدنی‌ای بود که همینگوی در فلوریدیتا سفارش می‌داد و بعدها به نام او مشهور شد.